# 米什夫
米希夫（烏克蘭語：Мишів），是烏克蘭西北部的村落，隸屬沃倫州的沃洛德米爾區。該村始建於1510年，面積12.7平方公里，海拔高度217米，2001年人口876，人口密度每平方公里69.61人。

## 外部鏈接
- Погода в селі Мишів （页面存档备份，存于）